# Isidor Isaac Rabi
Isidor Isaac Rabi  (n. 29 iulie 1898, Rymanów, Regatul Galiției și Lodomeriei, Austro-Ungaria – d. 11 ianuarie 1988, New York City, New York, SUA) a fost un fizician evreu-american, unul din oamenii importanți ai Proiectului Manhattan și laureat al Premiului Nobel pentru Fizică pentru cercetările sale privind natura forțelor care leagă protonii de nucleu, cercetări care au condus la dezvoltarea metodei de detecție bazată pe rezonanța magnetică nucleară.